# پادشاه شیان ژو
پادشاه شیان از ژو (به چینی: 周顯王) با نام شخصی جی بیان (به چینی: 泄扁)؛ سی‌وپنجمین پادشاه دودمان ژو و بیست‌وسومین پادشاه ژو خاوری بود. او جانشین برادرش، پادشاه لیه ژو شد و از ۳۶۸ تا ۳۲۱ پ. م سلطنت کرد. در مورد او اطلاعات کمی در دسترس است.
او هدایایی برای بسیاری از ایالت‌های فئودالی، که در ظاهر خراج‌گزار او بودند، به ویژه چین و چو فرستاد. در اواخر سلطنت او، رهبران ایالت‌ها خود را پادشاه اعلام کردند و پادشاه ژو را حتی به‌عنوان سرور اسمی خود دیگر به رسمیت نمی‌شناختند.
پس از مرگش، پسرش، پادشاه شنجینگ ژو به سلطنت رسید.